# Большой Чухонский мост
Большо́й Чухо́нский мост — автодорожный металлический балочный мост через реку Ижору в городе Колпино (Колпинский район Санкт-Петербурга).

## Расположение
Соединяет Адмиралтейскую улицу с островом Чухонка и Колпинским парком.
Выше по течению находится Оборонный мост, ниже — Большой Ижорский мост.

## Название
Долгое время мост был безымянным. Официальное название присвоено 31 декабря 2008 года по наименованию острова Чухонка.  

## История
Мост построен в 1972 году по проекту инженера института «Ленгипроинжпроект» А. Д. Гутцайта. Работы производил СУ-2 треста «Ленмостострой».
Мост был семипролётным металлическим балочным, опоры были двухрядные, выполнены из двутавров и металлических труб с основанием на деревянных сваях. Покрытие тротуаров и проезжей части было деревянное. В 2002 году из-за ветхости моста движение автотранспорта по нему было прекращено. 
В 2004—2005 годах выполнена реконструкция моста. Заказчиком работ выступил Комитет по благоустройству и дорожному хозяйству, генеральным подрядчиком — «Мостострой-6».

## Конструкция
Мост пятипролётный сталежелезобетонный, балочно-неразрезной системы. Пролётное строение состоит из металлических двутавровых балок, объединённых поперечными связями и железобетонной плитой проезжей части. Устои и промежуточные опоры из монолитного железобетона на свайном основании. Общая длина моста составляет 92,7 м, ширина — 7,8 м.
Мост предназначен для движения автотранспорта и пешеходов. Проезжая часть моста включает в себя 1 полосу для движения автотранспорта. Покрытие проезжей части и тротуаров — асфальтобетон. Перильное ограждение металлическое сварное, высотой 1,1 м. 